# Modřanská rokle
Přírodní památka Modřanská rokle nacházející se v jižní části Prahy na pravé straně od toku Vltavy je erozním zářezem Libušského potoka s několika místy s odkrytým geologickým profilem. Ochranářsky význačná svými lužními porosty v okolí potoků a výskytem teplomilných lučních společenstev na svazích, které jsou však ohrožovány nepůvodními vysázenými dřevinami, hlavně trnovníkem akátem. Je to i důležitá rekreační oblast mezi okolními sídlišti s naučnou stezkou a několika cyklostezkami.

## Lokalita
Tato přírodní památka se nachází na pomezí čtyř katastrálních území městské části Prahy 12. Víc než polovina západní části rokle zasahuje do Modřan. Severovýchodní cíp s vodní nádrží se nachází na území Libuše. Ze dvou jižních výběžků ten více na východ, kterým protéká Cholupický potok, patří na území Písnice. Výběžek více na západ a pruh při západní hranici předešlého cípu rokle náleží území Cholupic. Rokle leží v nadmořské výšce 214 až 300 m. Rozloha přírodní památky je 124,88 ha.

## Historie
Území modřanské rokle patřilo před 16. století k velkostatkům Komořany, Dolní Břežany a k panství Kunratice. Nacházely se zde tenkrát pastviny a louky, kde se jednotlivě vyskytoval dub se skupinkami keřů a podél potoka rostly olše a vrby. Poté byly do roku 1621 ve vlastnictví Sternů z Hirschfeldu, kdy byly po bitvě na Bílé hoře zkonfiskovány a připadly Zbraslavskému klášteru. V roce 1785 bylo území po zrušení kláštera pod správou státních statků, poté v roce 1827 bylo odkoupeno knížetem Bedřichem Oettingenem-Wallersteinem, aby bylo později prodáno rytíři z Albertů. Změny majitelů byly stále častější a až ve 20. století byla většina plochy vlastněna obcí Modřany. V té době také začalo probíhat zalesňování. Pro tyto účely však byly použity nevhodné typy dřevin, především u nás nepůvodní trnovník bílý (Robinia pseudacacia) a borovice černá (Pinus nigra) a také další nevhodné a v lokalitě nepůvodní typy.

## Přírodní poměry

### Geologie

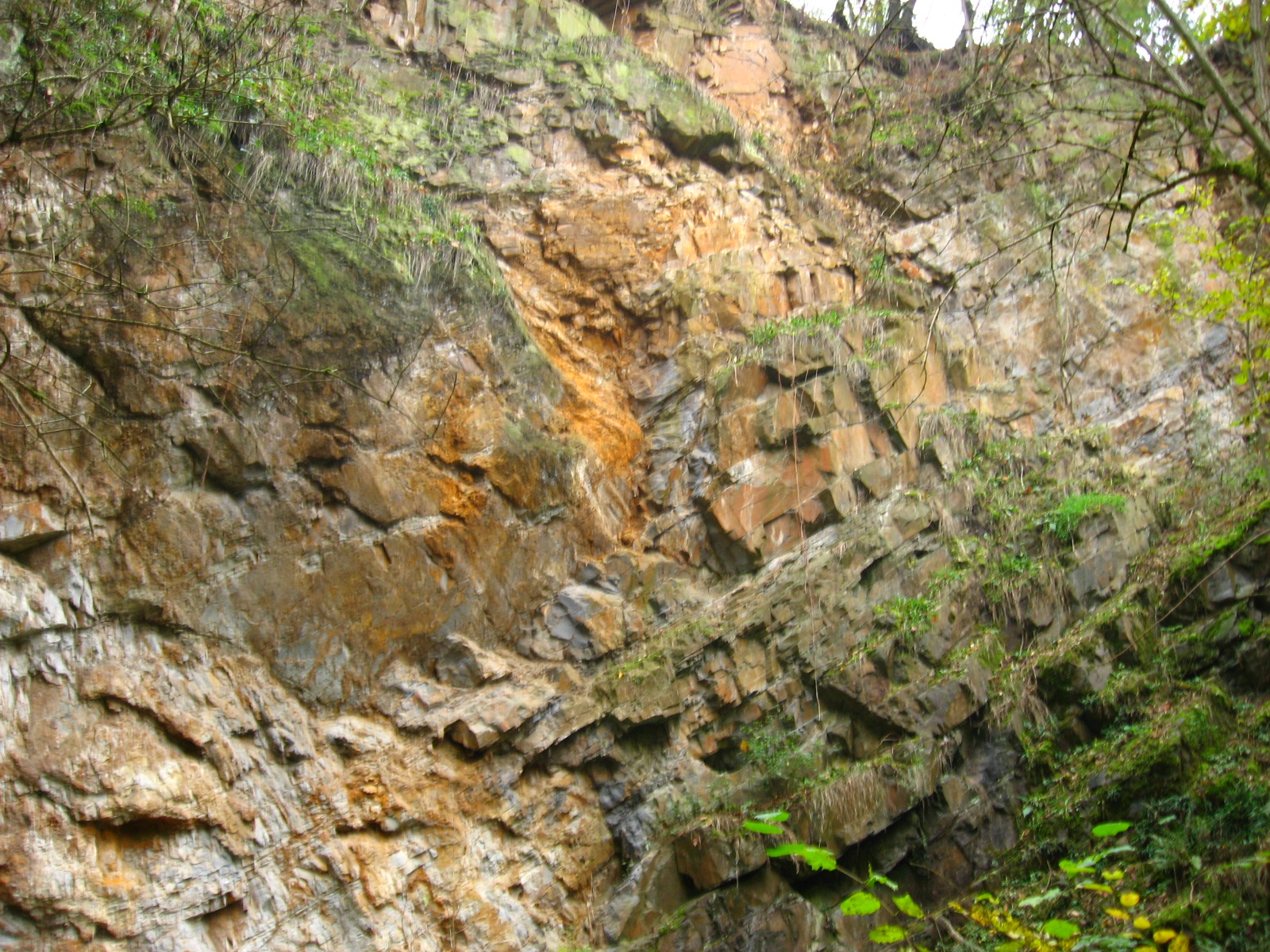
Nejzápadnější lom v Modřanské rokli zbarvený limonitovými rezidui

Východní výše položená část území se nachází na podloží proterozoika štěchovické skupiny, které bylo při variském (hercynském) vrásnění nasunuto na letenské souvrství vyššího ordoviku, tedy západní část území přírodní památky, z čehož vznikl významný Závistský přesmyk probíhající roklí zhruba v polovině. Rokle sama vznikla během zahlubování vltavského údolí ve čtvrtohorách.
Nachází se zde několik útvarů stojících za pozornost. Jedním z nich je lom kousek na východ od retenční nádrže. To je v části rokle s horninami štěchovické skupiny. V profilu lomu jsou k vidění šedé a zelenošedé droby, prachovce a jílovité břidlice. Asi půl kilometru po cestě na západ můžeme vidět skalky dobříšských slepenců. Přes 200 m na západ se nachází další lom s výskytem prachovců a drob. Třetí lom můžeme nalézt asi 100 m dále na západ jižně od cesty. Zde jsou nápadné šikmé poruchy štěchovických drobů a prachovců, některé pukliny jsou vyhojeny křemennými mineralizovanými roztoky se silně nápadným rezavým zbarvením pocházejícím z limonitových reziduí. Necelých 400 m dále na západ se dostaneme až k Závitskému přesmyku, který však není dobře odkryt.

### Hydrologie
Erozními zářezy rokle teče potok Libušský, do kterého se vlévá potok Od kolonie, potok Písnický a několik malých pramínků. Kvalita vody je v posledních deseti letech[kdy?] spíše lehce zhoršuje. Roční průtoky se zde pravděpodobně neměří.

### Flóra

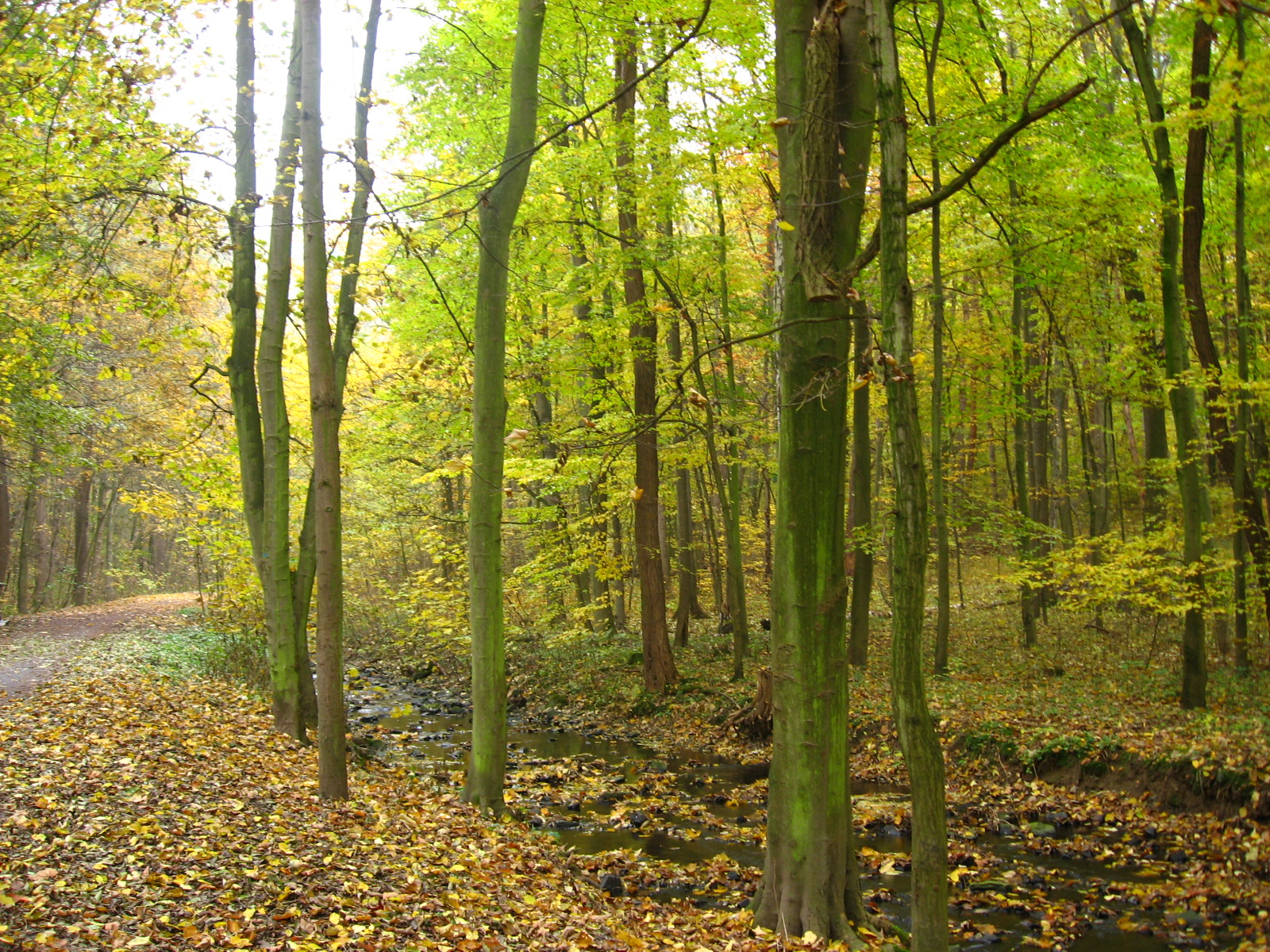
Listnatý les kolem libušského potoka, říjen

Ze dřevin zde má nejhojnější zastoupení trnovník bílý (Robinia pseudacacia) a borovice černá (Pinus nigra), obě nepůvodní invazivní dřeviny vysazené za účelem zalesnění. Další více zastoupené zde rostoucí dřeviny jsou smrk ztepilý, borovice lesní (Pinus sylvestris). V menším počtu zde roste ještě dub červený (Quercus rubra), olše lepkavá (Alnus glutinosa) tvořící cenné ptačincové olšiny, modřín opadavý, topol černý (Populus nigra), javor mléč (Acer platanoides), javor klen (Acer pseudoplatanus). Z přirozených druhů se zde vyskytují dub zimní a dub letní (Quercus petraea a Quercus robur), lípa srdčitá (Tilia cordata), habr obecný (Carpinus betulus), jasan ztepilý (Fraxinus excelsior), vrba jíva (Salix caprea). Ojediněle se zde vyskytují ještě další druhy.
Nižší rostlinná patra zde trpí kvůli výskytu nepůvodních druhů stromů. V akátové buši přežívají pouze nitrofilní plevelné druhy a bez černý. Nejvíce bylin se vyskytuje podél potoků. Na malých ploškách jižních svahů je zachován ekosystém teplomilné pastviny s vzácnou kostřavou sivou (Festuca pallens) a křivatcem českým (Gagea bohemica) po boku s běžnějšími druhy jako je rozchodník šestiřadý (Sedum sexangulare), ožanka kalamandra (Teucrium chamaedrys) a dalšími. Také se zde vyskytuje glaciální relikt řeřišničník skalní (Cardaminopsis petraea). Na skalách je významný výskyt druhu hvozdíku sivého (Dianthus gratianopolitanus), sleziníku severního (Asplenium septentrionale) a chmerku vytrvalého (Scleranthus perennis).

### Fauna
Během roku se na území rokle vyskytuje asi 60 druhů ptáků. Více než polovina zde hnízdí. Z chráněných jsou to jestřáb lesní (Accipiter gentilis), krahujec obecný (Accipiter nisus), krutihlav obecný (Jynx torquilla), lejsek šedý (Muscicapa striata), rorýs obecný (Apus apus), sova pálená (Tyto alba), sýček obecný (Athene noctua), vlaštovka obecná (Hirundo rustica). Také zde žijí některé druhy netopýrů jako netopýr rezavý (Nyctalus noctula), netopýr vodní (Myotis daubentonii), netopýr parkový (Pipistrellus nathusii).
Vodní plochy poskytují útočiště i několika chráněným druhům obojživelníků jako jsou čolek obecný (Triturus vulgaris), čolek velký (Triturus cristatus), mlok skvrnitý (Salamandra salamandra), ropucha obecná (Bufo bufo), ropucha zelená (Bufo viridis), skokan štíhlý (Rana dalmatina), skokan zelený (Pelophylax esculenta) a plazů jako ještěrka obecná (Lacerta agilis), ještěrka zelená (Lacerta viridis), slepýš křehký (Anguis fragilis), užovka hladká (Coronella austriaca), užovka obojková (Natrix natrix), užovka podplamatá (Natrix tessellata), zmije obecná (Vipera berus). Bylo zde pozorováno 47 druhů měkkýšů z toho 7 vodních. V potoce je k naleznutí například mlž dvojzubka lužní (Perforatella bidentata). Na louce západní části byl pozorován také vzácný druh plže údolníček rýhovaný (Vallonia enniensis). Ze vzácnějšího hmyzu byl pozorován lesák rovný (Uleiota planata) a lesák rumělkový (Cucujus cinnaberinus).
V retenční nádrži a písnickém potoce byli chováni kapr obecný (Cyprinus carpio), cejn velký (Abramis brama), lín obecný (Tinca tinca), plotice obecná (Rutilus rutilus), perlín ostrobřichý (Scardinius erythrophthalmus), amur bílý (Ctenopharyngodon idella), okoun říční (Perca fluviatilis), karas stříbřitý (Carassius auratus), karas obecný (Carassius carassius). Už tak znečištěná nádrž pro to však není vhodná.

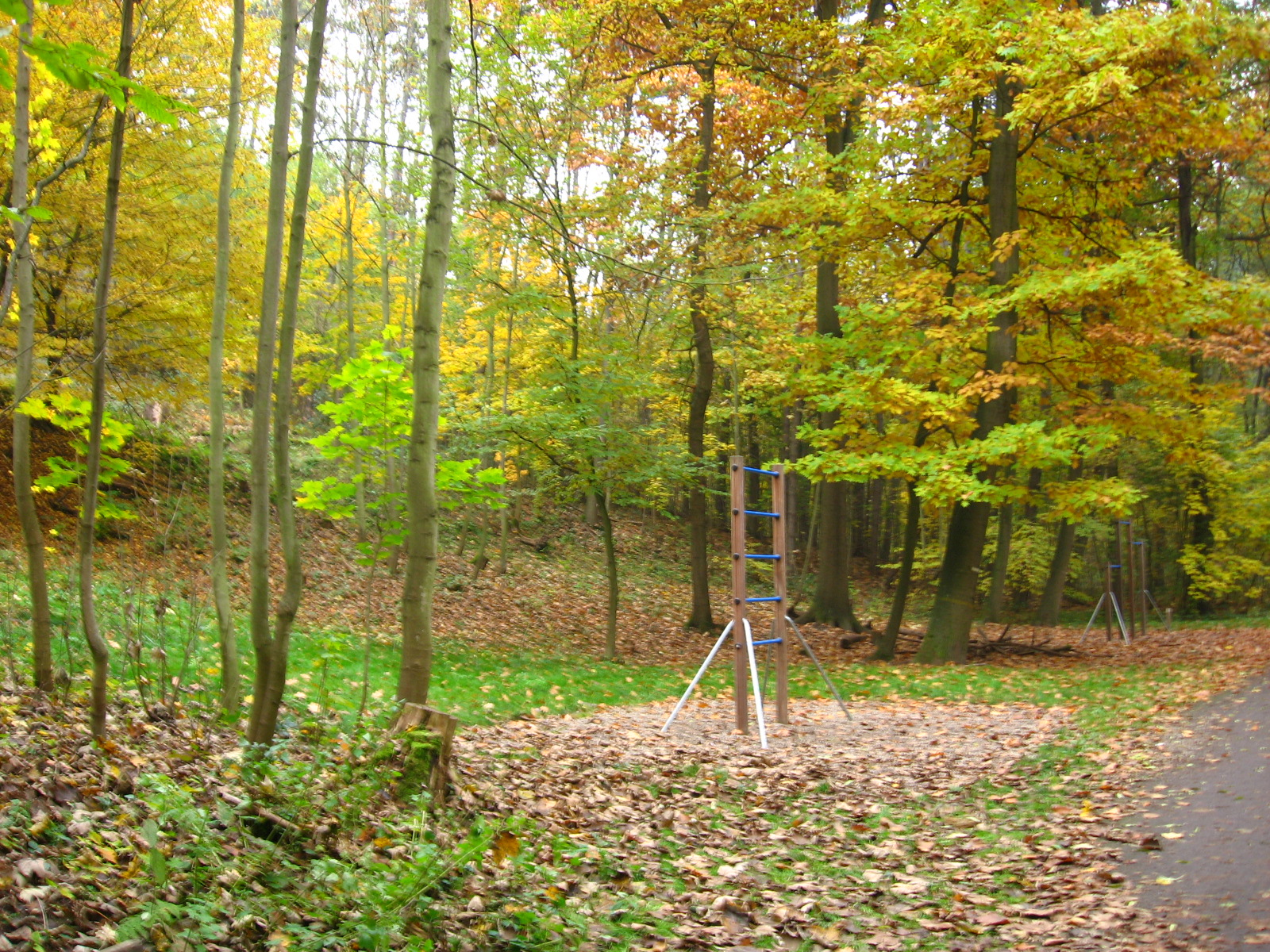
Jeden z dětských plácků u hlavní cesty

## Turismus
Modřanská rokle poskytuje mnoho příležitostí k příjemnému trávení času. Údolím přírodní památky vede modrá turistická značená trasa 1013 a zelená trasa 3129 na Cholupický vrch. Pro cyklisty je zde několik cyklostezek, hlavní přímo po silnici podél naučné stezky od západu k východu a naopak, která je dalším lákadlem pro rodiče s dětmi. Nalezneme tu také pár menších dětských hřišť, z nichž největší se nachází u retenční nádrže Libušského potoka. Na západě rokle je i fotbalové a basketbalové hřiště. Příjemná může být i procházka podél Písnického potoka a rybníka Na Mýtě, která však vede místy přímo korytem potoka a okolní vegetace také více trpí sešlapem. Vzhledem k poloze mezi městskou zástavbou je území hojně navštěvované. Také sešlap teplomilných trávníků na místech s pěkným výhledem není zanedbatelný a koupání psů ve vodě s už tak nevalnou kvalitou také příliš neprospívá zdejším obojživelníkům.

## Ochrana

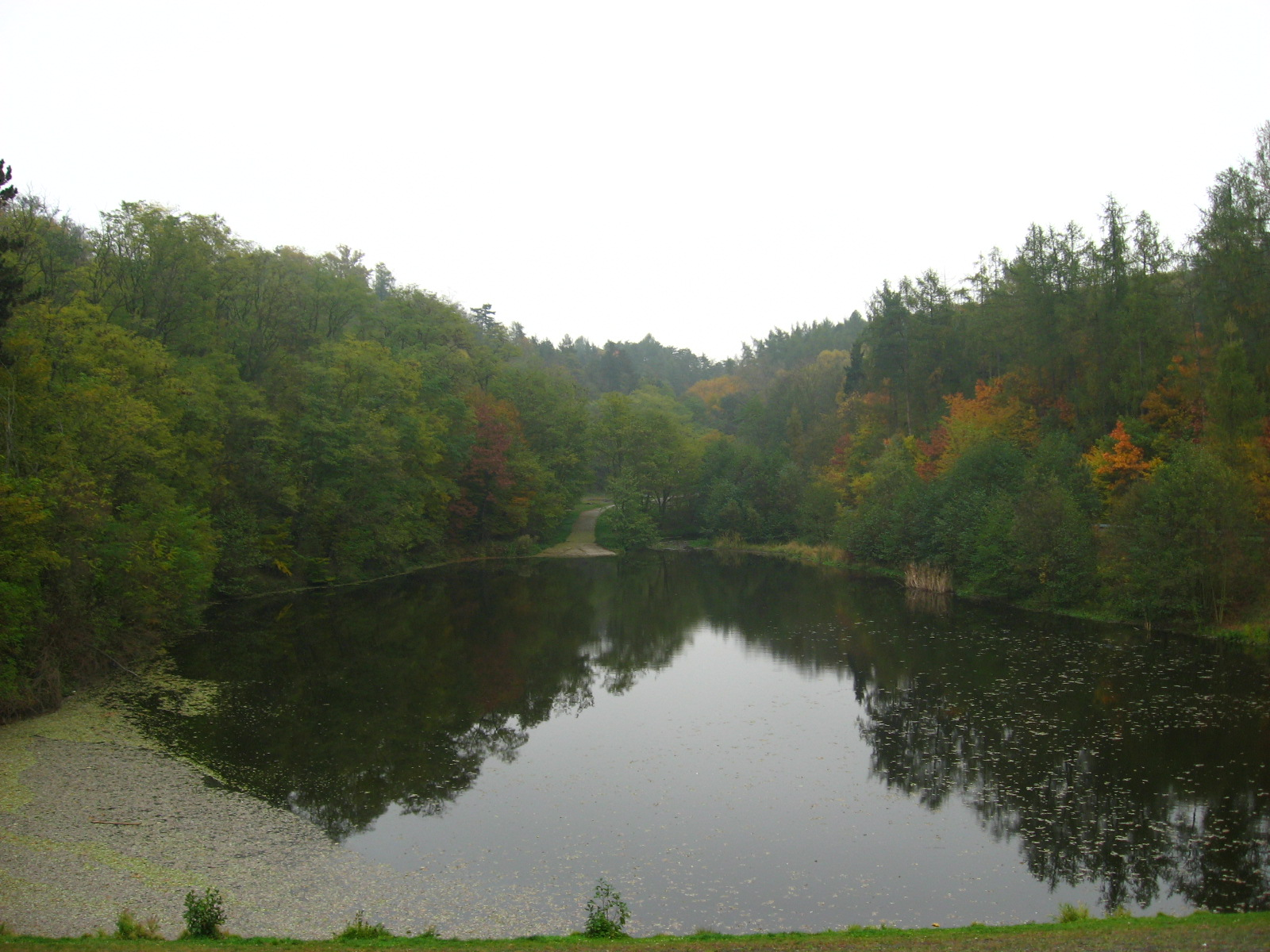
Retenční nádrž libušského potoka, pohled z hráze

Cílem aktivit v ochraně tohoto území je především zachování lužních porostu v nivě potoka na níž jsou vázána další důležitá společenstva živočichů, dále nahrazení nepůvodních vysazených dřevin kvalitnějšími původními. Také je zde snaha zachovat teplomilné ekosystémy na svazích rokle a odkryté geologické profily. Do budoucna by se také měl zrušit chov ryb, aby uvolnil místo obojživelníkům.

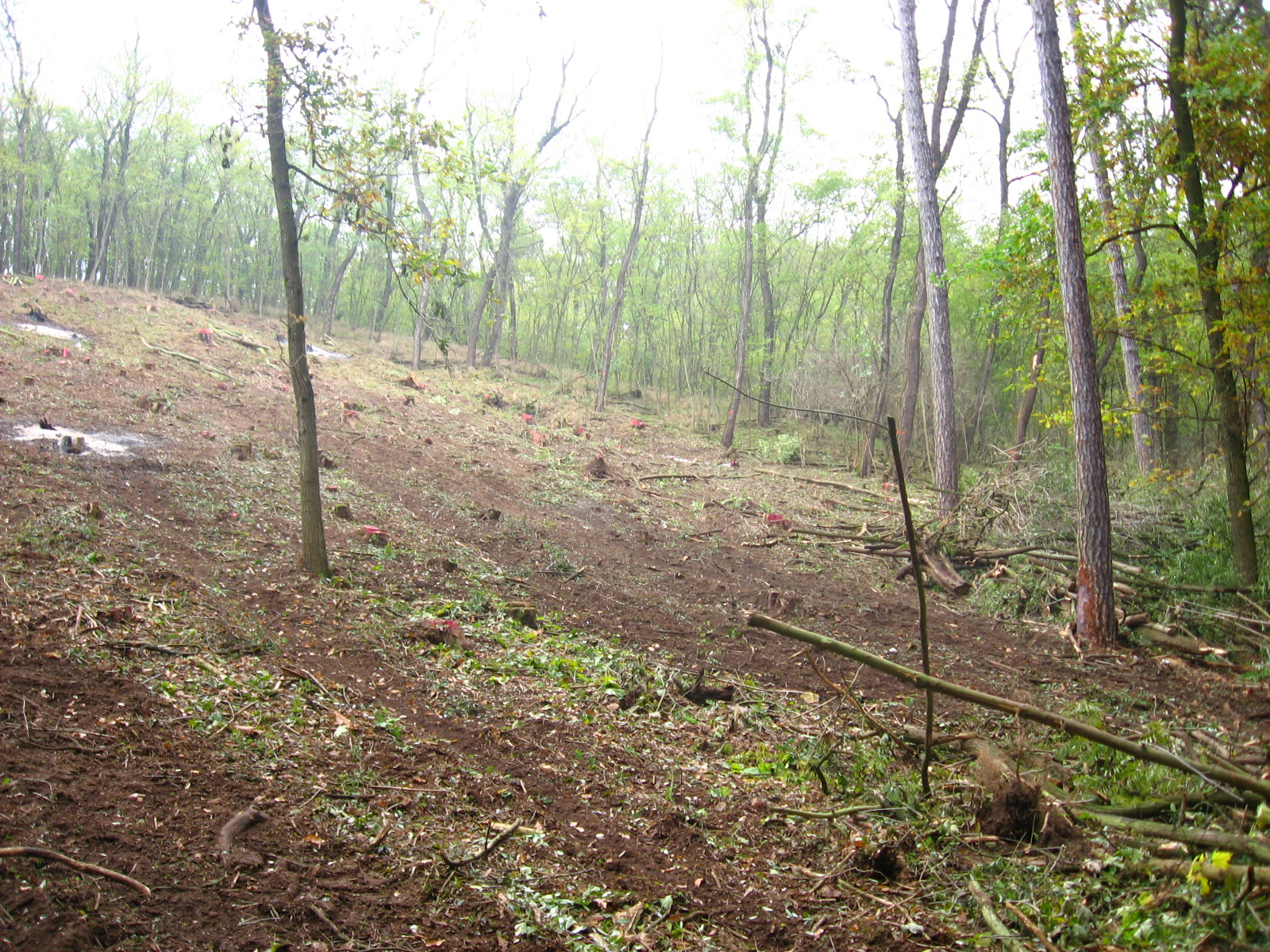
Vykácená plocha akátů na podporu teplomilných společenstev

V minulých letech do současnosti se zde provádělo pouze odlesňování dílčích ploch akátu v blízkosti teplomilných společenstev na jejich podporu. Také zde byla snaha o sanaci skládek z 60. a 70. let 20. století, které byly ozeleněny a tím zmírněny dopady na okolí. Bylo také zřízeno několik tůněk pro obojživelníky v blízkosti retenční nádrže. Dále zde probíhá likvidace porostů křídlatky na východ od retenční nádrže.
Do budoucna je plánována obměna nepůvodního složení dřevin, avšak v potenciálním plném rozsahu není v blízké době příliš reálná, měla by probíhat postupně. Také měla proběhnout instalace dalších informačních tabulí, díky čemuž se může omezit neohleduplné chování návštěvníků u přírodně cennějších míst.